# Lasiochernes cretonatus
Lasiochernes cretonatus es una especie de arácnido  del orden Pseudoscorpionida de la familia Chernetidae.

## Distribución geográfica
Se encuentra en Creta (Grecia).